# 20. stoletje pr. n. št.
Dvajseto stoletje pr. n. št. obsega obdobje od leta 2000 pr. n. št. do vključno 1901 pr. n. št.

## Kronologija
- Kronologija 20. stoletja pr. n. št. zajema preged najpomembnejših svetovnih dogodkov v tem stoletju.

## Glavni dogodki
- Kratkotrajni sumerski preporod s središčem v mestu Ur se je nadaljeval do leta okoli 1950 pr. n. št.

## Dogodki v Evropi
- Glavna najdišča iz eneolitika ali kuprolitika, ki se je pričel okoli leta 2000 pr. n. št, so v Sarašu, Vučedolu, Slavoniji in na Ljubljanskem barju.

## Religija in filozofija
- Faraon Amenemhet I., utemeljitelj egiptovske XII. dinastije, je trdil, da je potomec Amuna, krajevnega boga, njegovega rodnega mesta Teb. Odslej so Amuna, očeta bogov in heliopoliškega boga Raja častili kot Amun-Raja

## Umetnost in arhitektura
- V Egiptu je ustanovitev Srednjega kraljestva leta 1991 pr. n. št. prinesla gospodarski in kulturni preporod.

## Glasba
- Rumeni zvon ali huang čung, toko so imenovali absolutno višino tona, ki ga je dajala neka bambusna piščalka.[1]

## Znanost in tehnologija
- Šaduf, pripomoček za dviganje vode z vedrom, se je pojavil na mezopotamskih pečatih okoli leta 2000 pr. n. št.
- Železno orožje in okraske iz leta okoli 2000 pr. n. št. so našli na Bližnjem in Srednjem vzhodu.